# Query Abstraction Layer
QAL је развојни пројекат отвореног кода који за циљ има стварање колекције библиотека за мешање, премештање, спајање, замену и трансформисање података;  такође у неким случајевима, као што је MongoDB.
Извори и одредишта укључују различите позадинске базе података, формате датотека попут .csv, XML и табеле. Чак и неуредне HTML веб странице могу се користити и као извор и као одредиште.
За SQL/RDBMS позадинске датабазе, има апстрактни ниво базе података која подржава основно повезивање на Postgres, MySQL/MariaDB, DB2, Oracle и MS SQL Server. Користи XML формате (SQL шема се сама генерише) за представљање упита, трансформацију и спајање, чинећи да све то могу користити скрипте.
Што се тиче SQL-a, QAL користи подскуп SQL карактеристика и типова података, који је, иако очигледно није потпун, довољан за већину употреба. Међутим, лако је уместо тога користити SQL специфичан за позадину када упити не морају бити позадински-агностичан.
Тренутно се дистрибуира као Python библиотека (.egg) и као Debian пакет (.deb).
Повезан је са пројектом Optimal BPM (Business Process Management).  Optimal BPM SourceForge пројекат је некада био DAL/QAL. 